# Meinhard Olsen
Meinhard Egilsson Olsen (født 10. april 1997) er en færøsk fodboldspiller, der spiller som midtbanespiller for Bryne. Han har tidligere spillet for bl.a. GAIS i Superettan, Vendsyssel i 1. division, Kristiansund i Eliteserien og de færøske klubber NSÍ Runavík og B36 Tórshavn i Færøernes bedste række.

## Landshold
Han fik sin debut for Færøernes fodboldlandshold den 7. juni 2019 i en EM 2020 kvalifikationskamp mod Spanien. Han blev skiftet ind efter 86 minutter for Árni Frederiksberg. Den 25. marts 2021 scorede han sit første landsholdsmål for Færøerne i VM-kvalifikationskampen mod Moldova, der endte uafgjort 1-1.

### Internationale mål
| Nr. | Dato           | Bane                                | Modstander | Målscoring | Resultater | Konkurrence                 |
| --- | -------------- | ----------------------------------- | ---------- | ---------- | ---------- | --------------------------- |
| 1.  | 25. marts 2021 | Stadionul Zimbru, Chișinău, Moldova | Moldova    | 1–1        | 1–1        | VM-kval 2022, UEFA Gruppe F |